# Utricularia foliosa
Utricularia foliosa es una especie de planta carnívora de tamaño grande, acuática y colgante, que pertenece a la familia Lentibulariaceae.

## Descripción
Es una planta perenne acuática. Tiene las hojas divididas, de hasta 45 cm de largo, con trampas laterales en los segmentos. Las inflorescencias en racimos de 7–45 cm de largo, pedicelos 4–16 mm de largo; lobos del cáliz subiguales, ampliamente ovados, 3–5 mm de largo; corola de 8–15 mm de largo, amarilla, el labio inferior con el ápice entero o emarginado, más o menos del mismo largo que el espolón. El fruto es una cápsula globosa, de hasta 8 mm de diámetro, algo carnosa, indehiscente.

## Distribución
U. foliosa se encuentra en África y en Norte y Sudamérica, ampliamente distribuidas por muchos países.

## Hábitat
Localmente común en aguas profundas o poco profundas, estancadas o de movimiento lento, en las zonas pacífica y atlántica; 0–50 m; fl y fr durante todo el año; desde el sureste de los Estados Unidos a Argentina, también en África y Madagascar.

## Taxonomía
Utricularia foliosa fue descrita por Carlos Linneo y publicado en Species Plantarum 1: 18. 1753.
Etimología
Utricularia: nombre genérico que deriva de la palabra latina utriculus, lo que significa "pequeña botella o frasco de cuero".
foliosa: epíteto latín que significa «que tiene pequeñas hojas».
Sinonimia
- Utricularia botecudorum St. Hilaire & Girard
- Utricularia cernua Hoffmanns. ex Benj.
- Utricularia foliosa var. gracilis Kamienski
- Utricularia guianensis Splitg. ex de Vriese
- Utricularia mixta Barnhart
- Utricularia olygosperma A. St.-Hil.
- Utricularia rhodocnemis Mart. ex Benj.[6]